# No Regret – Im Schatten der Liebe
No Regret – Im Schatten der Liebe (후회하지 않아) ist ein südkoreanischer Film des Filmregisseurs Leesong Hee-il. Der Film handelt von einer Liebe zweier jungen Männer aus unterschiedlichen sozialen Milieus.

## Handlung
Su-min verlässt als Waisenkind mit seinem 18. Geburtstag seinen Heimatort und geht für ein Studium in die Hauptstadt Seoul in Südkorea. Im Waisenhaus war es anscheinend ein offenes Geheimnis, dass Su-min homosexuell ist. Sein Mitbewohner aus der alten Heimat fragt ihn daher auch ganz offen, ob er mittlerweile praktische Erfahrungen gesammelt hat – aber der schüchterne junge Mann antwortet allein mit Schweigen.
Da man sich in Korea Universitätsstudien ohne reiche Eltern kaum leisten kann, schuftet Su-min Tag und Nacht, um die Gebühren für seine Computerkurse zusammenzukratzen. So jobbt er als Fabrikarbeiter und als Chauffeur. Eines Abends fährt Su-min den betrunkenen Jae-min nach Hause. Während der Fahrt haben die beiden jungen Männer Augenkontakt über den Rückspiegel. Etwas scheint sich anzubahnen. Sae-min lässt sich daher auch bereitwillig in Jae-mins Treppenhaus locken, nachdem jener vorgibt, kein Geld im Portemonnaie zu haben. Bei der Bezahlung macht ihm Jae-min dann die ersehnte Einladung. Angesichts des großen Trinkgelds schreckt Su-min dann aber zurück, denn er will sich nicht kaufen lassen. Er verlässt das Mietshaus mit gemischten Gefühlen. Zu beider Überraschung stellt sich bald darauf heraus, dass Jae-min der Sohn des Fabrikbesitzers ist, bei dem Su-min arbeitet. Als Jae-min ihn davor rettet, gefeuert zu werden, kündigt Su-min aus verletztem Stolz von selber und versucht, sich mit unterbezahlten Gelegenheitsjobs durchzuschlagen. Dabei verliert er allmählich alle Hoffnung, kapselt sich vom eigenen Gefühlsleben ab und endet als Stricher im selben Herrenclub, in dem sich bereits andere Waisenjungs prostituieren.
Währenddessen nähert sich Jae-mins eigene Hochzeit. Er ist dem Druck des Doppellebens nicht mehr gewachsen und steigert sich in einen Liebeswahn zu Su-min. Dabei stöbert er sogar den Herrenclub auf, in der Hoffnung, eine Beziehung mit Su-min einzuleiten. Auch der bekommt es mit der Angst zu tun – denn Jae-min destabilisiert Su-mins Schutzwall gegen das eigene Gefühlsleben. Daher untersagt er Jae-min nach versehener Dienstleistung jedweden Kontaktversuch. Er droht Jae-min sogar mit Mord, wenn er ihn noch einmal als Kunden bekäme. Jae-min stellt Su-min allerdings weiterhin nach und wird dafür eines Tages von der Belegschaft des Herrenclubs zusammengeschlagen. Erst als er Jae-min am Boden liegend vorfindet, legt Su-min seinen Stolz beiseite und schleppt Jae-min im Huckepack zu sich nach Hause. Dort machen beide Männer zum ersten Mal Liebe ohne irgendeinen Vorbehalt.
Das Paar lebt einige Zeit glücklich in Su-mins dürftiger Dachwohnung, bis Jae-mins Mutter die Beziehung entdeckt. Obwohl sie schon lange von der wahren Orientierung ihres Sohnes gewusst hat, besteht sie weiterhin darauf, dass er seine Verlobte heiratet. Nach der nunmehr unausweichlichen Konfrontation mit seinem Vater stiehlt sich Jae-min feige aus der Beziehung mit Sun-min. Für diesen bricht die Welt zusammen. Kurz darauf verstirbt auch noch Sun-mins heimlicher Jugendschwarm aus dem Waisenhaus bei einem mysteriösen Autounfall. Er war nach kurzer Stricherlaufbahn zum Geliebten des lokalen Polizeichefs aufgestiegen. Der Todesfall weckt bei den Strichern Verbitterung über die Chancenungleichheit, die sie aus dem Waisenhaus direkt in die Hoffnungslosigkeit befördert hat. Sun-min rafft sich dann aber doch noch einmal auf und versucht, das Schicksal aus eigener Kraft zu wenden. Er legt seinen besten Anzug an, geht zum Firmenhochhaus und appelliert an Jae-min vor versammelter Familie. Aber selbst jetzt scheint ihn Jae-min eiskalt zu ignorieren. Erst kurz nach der Konfrontation erwacht Jae-min aus seiner momentanen Erstarrung und outet sich gegenüber seiner Verlobten.
Aber es ist bereits zu spät: Su-min ist so erbost, dass er Jae-min mit Hilfe eines befreundeten Strichers auflauert und entführt, in der Absicht, ihn zu ermorden. Dabei haben die beiden Kollegen verschiedene Motive. Der eine sinnt auf Rache, der andere will Lösegeld von den reichen Eltern erpressen. Jae-min wird ausgeraubt, in ein Loch in der Erde gestoßen, und die beiden Stricher beginnen, ihn bei Nacht und Nebel lebendig zu begraben. Schließlich besinnt sich Su-min aber eines Besseren und nimmt Abstand vom gemeinsamen Entführungsplan. Sein Kollege haut ihm dafür aus Wut mit der Schaufel über den Kopf, so dass er wie tot ins Loch fällt. Erst nach geraumer Weile erlangt Su-min wieder das Bewusstsein und löst Jae-min die Fesseln, der ihn dann im Huckepack zum Auto schleppt. Die gemeinsame Fahrt ist aber nur von kurzer Dauer, denn Jae-min rast mit dem Auto geradewegs in einen Baum. Erst am nächsten Morgen fährt ein Streifenwagen am Unfallort vorbei, und ein Polizist schaut ins Autofenster hinein. Dabei zeigt sich, dass beide Männer überlebt haben. Jae-min und Su-min versöhnen sich in aller Stille und haben nur noch Augen für einander. Den Polizisten bemerken sie nicht einmal.